# Harry Klein
Harry Sally Klein, född 3 september 1903 i Helsingborg, död 6 december 1997 i Malmö, var en svensk tandläkare.
Klein, som var son till direktör Abraham Klein och Kele, född Rakowsky, avlade studentexamen vid Katedralskolan i Lund 1923, tysk tandläkarexamen i Würzburg 1925, blev doktor medicinae dentariae 1927 och legitimerad tandläkare vid Tandläkarinstitutet i Stockholm 1929. Han innehade privatpraktik i Stockholm från 1930 och var assistent vid Tandläkarinstitutets tandkirurgiska avdelning 1934–1938. 
Klein var initiativtagare till ordnad skoltandvård för Dalarö med omnejd och ägnade sig från 1939 åt bakteriologiska undersökningar om tandköttssjukdomar vid Statens bakteriologiska anstalt i Huvudsta. Han höll föredrag i munbakteriologiska spörsmål i Wien, Rom, Milano, Turin, Barcelona, Toulouse, Köpenhamn, Oslo och Helsingfors. Han var korresponderande ledamot av Verein Österreichische Zahnärzte, hedersledamot av tandläkarföreningarna i Spanien och Italien samt membre titulaire du Groupement international pour la Recherche Scientifique en Stomatologie i Frankrike. Han tilldelades Pavia universitets stora guldmedalj för vetenskaplig forskning 1960. 
Klein deltog i TV-programmet Kvitt eller dubbelt i ämnet nordisk arkeologi 1957 samt stiftade föreningen Kvitt eller dubbelt och var dess klubbmästare från 1957.